# 新疆路 (高雄市)
新疆路（Sinjiang Rd.）為高雄市鼓山區內惟地區的東西向重要道路，起端為鼓山三路，末端為翠華路。

## 行經行政區域
- 鼓山區

## 沿線設施
- 高雄市鼓山區內惟國民小學
- 九如公園
- 高雄廣播電台
- 全聯福利中心鼓山新疆店
- 鼓山游泳池

## 公共自行車
- 高雄市公共自行車租賃系統：
  - 內惟國小(鼓山三路)：鼓山三路/新疆路(東北側人行道)
  - 內惟公園(新疆路側)：九如四路/新疆路口(東北側人行道)